# The Coffin of Andy and Leyley
The Coffin of Andy and Leyley es un videojuego de aventuras y terror psicológico desarrollado por Nemlei y publicado por Kit9 Studio para Microsoft Windows. El juego se originó como una demo publicada en Itch.io, y más tarde fue ampliado y lanzado en Steam en un estado de acceso anticipado. La versión de acceso anticipado de Steam se publicó el 13 de octubre de 2023. La versión de abril de 2025 del juego incluye actualmente tres de los cuatro episodios previstos. 
La trama sigue a los hermanos Andrew y Ashley Graves, que se encuentran en una relación de codependencia entre ellos mientras cometen varios crímenes mientras intentan sobrevivir en un mundo distópico.

## Jugabilidad
The Coffin of Andy and Leyley es un juego de aventura presentado desde una perspectiva descendente, en el que los jugadores, en el papel de los hermanos protagonistas Andrew y Ashley Graves, exploran el entorno y resuelven rompecabezas para avanzar en la narración. A veces, el jugador debe tomar decisiones que pueden cambiar el rumbo de la historia y desbloquear uno de los múltiples finales.

## Trama

### Episodio 1
Los hermanos Andrew y Ashley Graves llevan tres meses atrapados en su apartamento sin comida, a raíz de una orden de cuarentena tras un aparente brote de parásitos. Abandonados por sus padres y sin medios para pedir ayuda, se mueren de hambre poco a poco. Un día, descubren a un vecino cultista que intenta invocar a un demonio. Aunque el cultista lo consigue, el demonio le roba el alma, y Andrew y Ashley deciden descuartizar y canibalizar su cuerpo para alimentarse.
Al enterarse de que no hay ningún brote y de que los están matando deliberadamente de hambre como parte de una operación ilegal de extracción de órganos, los hermanos planean escapar; Andrew mata a uno de los dos guardias que los mantienen prisioneros, mientras que Ashley sacrifica el alma del otro al demonio. El demonio ofrece a Ashley un «talisman» que supuestamente le proporcionará sueños clarividentes. Andrew y Ashley huyen del complejo de apartamentos y se esconden.

### Episodio 2
Mientras se esconden, Andrew y Ashley se encuentran en la indigencia y sin dinero. Ven en las noticias que su apartamento se ha incendiado, y como tal son dados por muertos por las autoridades, borrando el fuego todas las pruebas de sus crímenes anteriores. La clarividencia que el demonio concedió a Ashley también resulta ser real, ya que utiliza una premonición para matar a un asesino a sueldo que la persigue a ella y a Andrew. Deciden robar en casa de sus padres para reponer sus fondos, pero se ven interrumpidos cuando su madre llega a casa antes de lo esperado. Se sorprende por su aparición tras sus supuestas muertes, pero a regañadientes les permite quedarse a pasar la noche.
Después de que la familia Graves tiene una cena incómoda juntos, Ashley argumenta a Andrew que deben matar a sus padres con el fin de evitar que revelen que sobrevivieron, lo que potencialmente los incriminaría. Además, existe la posibilidad de que sus padres les dejaran morir en el apartamento a cambio del pago de un seguro de vida. Incapaz de rebatir este razonamiento, acepta a regañadientes. Los hermanos toman a sus padres como rehenes y sacrifican sus almas en un ritual al demonio. Después descuartizan los cuerpos de sus padres y se deshacen de los restos. Ashley cocina parte de la carne para hacer una sopa que Andrew y ella toman juntos.
Ashley y Andrew deciden adquirir nuevas identidades y continuar su vida juntos. Dependiendo de las elecciones previas de los jugadores, serán antagónicos entre sí (la ruta «Decadencia») o amistosos entre sí (la ruta «Entierro»). En la ruta «Entierro», el talismán del demonio hace que Ashley y Andrew vean una posible premonición futura de que van a iniciar una relación sexual incestuosa. En la ruta «Decadencia», Ashley experimenta una premonición de que Andrew la matará o ella lo matará a él, que ella se niega a contarle cuando despierta.

### Episodio 3A
Este episodio sólo es accesible en la ruta Decadencia.
En un flashback, durante un viaje a casa de sus abuelos, Andrew invoca accidentalmente y entra en contacto con un demonio llamado «Algo terrorífico». El demonio se interesa por Andrew y le deja marchar, pero el propio Andrew considera la experiencia como un sueño. De vuelta al presente, Andrew roba en secreto la baratija de Ashley e intenta usarla, teniendo una visión del cadáver desmembrado de Ashley. Ashley se enfada porque Andrew utiliza su baratija sin permiso y deciden sacrificar a una familia de campistas para recargarla. Sin embargo, el ritual se tuerce cuando llaman a la policía y el demonio permite a los hermanos huir al Reino Demoníaco para ponerse a salvo.
A cambio de un refugio seguro en el Reino Demoníaco, el demonio consigue la ayuda de Ashley para que siga reuniendo almas mientras Andrew se queda esperando en el Reino Demoníaco. Mientras buscan en el Reino Demoníaco, los hermanos descubren «visiones» que el demonio había recogido y, a través de ellas, descubren que sus padres los vendieron a una operación de extracción de órganos organizada por un médico corrupto llamado simplemente «Cirujano». Sin embargo, ni Andrew ni el demonio confían el uno en el otro y la situación entre ellos se deteriora rápidamente. Mientras Ashley se encuentra en el Reino Humano para recoger almas, el demonio destierra a Andrew al In Between para deshacerse de él. Andrew intenta invocar al demonio de nuevo, pero accidentalmente invoca a Algo Aterrador en su lugar. Al darse cuenta de que ya se había encontrado antes con Andrew, Algo Aterrador decide leer sus recuerdos.
Tras revivir varios recuerdos de su infancia, Andrew se da cuenta de que ha reprimido sentimientos de lujuria hacia Ashley, lo que le angustia enormemente. Algo Terrorífico, que revela su nombre como Lord Desconocido, consuela a Andrew y le sugiere que se conviertan en compañeros, ya que ambos pueden ayudarse mutuamente. Intrigado, Andrew acepta la oferta de Lord Desconocido y entra en un portal hacia un lugar desconocido.
Además del final principal, hay un final alternativo en el que los hermanos se comprometen pero acaban en una relación abusiva, y varios game overs no canónicos que incluyen: los hermanos son abatidos a tiros por la policía, Andrew acepta convertirse en el juguete de Ashley y los hermanos cometen un doble suicidio saltando al vacío.

## Desarrollo
The Coffin of Andy and Leyley fue desarrollado por el desarrollador independiente Nemlei. Lanzado inicialmente como demo en Itch.io,  más tarde recibió un lanzamiento de acceso anticipado en Steam, que contenía dos de los cuatro episodios previstos.
El 27 de noviembre de 2023, el editor Kit9 Studio anunció que había adquirido los derechos de publicación de The Coffin of Andy and Leyley, y que gestionaría el desarrollo posterior del título, con Nemlei optando por interrumpir su presencia en línea mientras continuaba proporcionando arte y escritura para el juego.
De enero a octubre de 2024, Kit9 Studio publicaría informes de progreso mensuales sobre el desarrollo de los episodios 3 y 4 antes de cambiar el formato de sus informes debido a una «caótica hoja de ruta por delante».
En marzo de 2025, Nemlei anunció que el Episodio 3A: Decadencia, oficialmente terminado.

## Recepción
Andrea González, de Destructoid, ha valorado positivamente The Coffin of Andy and Leyley, describiéndolo como «una exploración bien escrita de una dinámica tóxica entre hermanos» y elogiando el tono general de la narración. Ana Valens, de The Mary Sue, alabó la exploración que hace el juego de temas tabú, afirmando que «tiene un importante comentario que compartir sobre el abuso, el trauma y la dinámica familiar disfuncional», al tiempo que comparaba los acontecimientos del capítulo 2 con el anuncio de Folgers «Coming Home».
Emily Spindler, de Kotaku Australia, expresó su perplejidad ante el contenido del juego, yuxtaponiendo los temas caníbales e incestuosos del juego con su recepción «abrumadoramente positiva» en Steam. Señaló que más de 7.000 usuarios de Steam habían valorado positivamente The Coffin of Andy and Leyley, a menudo dejando comentarios idiosincrásicos que apoyaban en broma el contenido del juego.